# Eduard Weiter
Eduard Weiter (* 18. Juli 1889 in Eschwege; † 27. April oder 2. Mai 1945 in Itter, Tirol) war der letzte reguläre Lagerkommandant des Konzentrationslagers Dachau.

## Leben
Eduard Weiter wurde als Sohn eines Handwerkers geboren und war zunächst Buchhändler. 1909 ging er zum Militär, wo er von 1912 bis 1920 als Zahlmeister beim Deutschen Heer beschäftigt war. Anschließend war er als Oberzahlmeister bei der Bayerischen Verwaltungspolizei tätig. Weiter war verheiratet und hatte zwei Kinder. 
Ab dem 1. Oktober 1936 war er als Verwaltungsführer bei der SS (SS-Nr. 276.877) tätig und trat 1937 der NSDAP (Mitgliedsnummer 3.958.951) bei. Seit 1941 hatte Weiter den Rang eines Obersturmbannführers inne. Heinrich Himmler ernannte ihn am 1. Oktober 1943 zum Kommandanten des KZ Dachau. Weiter überließ die tägliche Arbeit weitestgehend seinem Schutzhaftlagerführer Michael Redwitz.
Am 5. April 1945 wurde ihm der von Hitler erteilte Mordbefehl an dem Widerstandskämpfer Georg Elser von Heinrich Müller übermittelt.
Als sich im April 1945 der Vormarsch der US-Armee Richtung Dachau ankündigte, zeigte die SS-Mannschaft der Dachauer Garnison bereits Auflösungserscheinungen. Weiter selbst setzte sich am 26. April 1945 ab und erschoss sich kurz darauf im Dachauer Außenlager auf Schloss Itter bei Kitzbühel. Über seinen Todestag gibt es unterschiedliche Angaben. Es gibt verschiedene Quellen, die über einen Selbstmord am 27. April 1945 berichten. Andere erwähnen einen Selbstmord am 2. Mai 1945.